# 人生読本
『人生読本』（じんせいどくほん）は、NHKラジオ第1放送で1953年4月13日から1997年3月31日まで放送されていたラジオのトーク番組である。

## 概要
番組は日曜日を除く毎朝5:45 - 5:55の時間帯（再放送もあった）で行われ、基本的に3日間を1つのセットとして、月曜から水曜日、木曜から土曜日の週2セット放送された。
毎回各界著名人がそれまでの人生の歩みを振り返り、リスナーに人生を生きる上でのアドバイスなどを交えて語ったものだった。当番組のコンセプトはその後スタートした「ラジオ深夜便」の23時台のコーナー「ないとエッセー」に受け継がれている。